# Мюллер, Джин
Джин Мюллер (англ. Gene A Mueller) — американский историк, доктор философии, автор нескольких книг на историческую тематику.

## Биография
Доктор Мюллер родился 28 февраля 1942 года в Милуоки, штат Висконсин, и считается экспертом в двух областях истории — американский индийской культуры Не-персе и XX века в Европе, специализируясь на изучении генералов Гитлера. По этим проблемам он опубликовал несколько книг.
Мюллер преподавал в государственном колледже Льюиса — Кларка в городе Льюистон, штат Айдахо. Также он работал преподавателем государственного университета Хендерсон в Аркаделфии и Texas A&M University–Texarkana в Тексаркане.

### Образование
Джин Мюллер имеет учёные степени следующих университетов:
- B.A. Университета Миссури в Канзас-Сити
- M.A. Орегонского университета
- доктор Университета Айдахо

### Семья
Доктор Мюллер женат на Кэтлин Мюллер, и имеет троих сыновей — Барри, Джейсона и Мэттью.

## Сочинения
- Hitler’s Commanders, Samuel W. Mitcham, Gene Mueller, ISBN 0-8128-4014-3, Publisher: Cooper Square Publishers
- Русский перевод: Митчем С., Мюллер Дж. Командиры «Третьего Рейха» = Командиры Гитлера / Под ред. Г. Ю. Пернавского. — Смоленск: Русич, 1995. — 480 с. — 10 000 экз. — ISBN 5-88590-287-9.
- Wilhelm Keitel: The Forgotten Field Marshal, Gene Mueller, ISBN 0-8154-1294-0, Publisher: Cooper Square Publishers
- Lewiston: From packtrains and tent saloons to highways and brick stores: a century of progress, 1861—1962, Gene Mueller, ASIN B0006XY46W
- Lewiston: A pictorial history, Gene Mueller, ASIN B00070YYD2
- Natives, migrants, and immigrants: Lewiston’s cultural heritage and early society, Gene Mueller, ASIN B0006XY462